# Сосновка (Кременчугский район)
Сосновка (укр. Соснівка) — село,
Потоковский сельский совет,
Кременчугский район,
Полтавская область,
Украина.
Код КОАТУУ — 5322484404. Население по переписи 2017 года составляло 162 человека.

## Географическое положение
Село Сосновка находится на расстоянии в 4 км от города Кременчуг.
Рядом проходят автомобильная дорога М-22 (E 577) и
железная дорога, станция 252  километр.

## История
В 1911 году на хуторе Крысы жило 106 человек.